# Béla Marschalkó
Béla Marschalkó, madžarski feldmaršal, * 1885, † 1956.